# 1579
Portal Geschichte | Portal Biografien | Aktuelle Ereignisse | Jahreskalender | Tagesartikel

◄ |
15. Jahrhundert |
16. Jahrhundert
| 17. Jahrhundert | ►

◄ |
1540er |
1550er |
1560er |
1570er
| 1580er | 1590er | 1600er | ►

◄◄ |
◄ |
1575 |
1576 |
1577 |
1578 |
1579
| 1580 | 1581 | 1582 | 1583 | ► | ►►
Staatsoberhäupter  · Nekrolog   · Musikjahr
| Januar | Januar | Januar | Januar | Januar | Januar | Januar | Januar |
| Kw     | Mo     | Di     | Mi     | Do     | Fr     | Sa     | So     |
| ------ | ------ | ------ | ------ | ------ | ------ | ------ | ------ |
| 1      |        |        |        | 1      | 2      | 3      | 4      |
| 2      | 5      | 6      | 7      | 8      | 9      | 10     | 11     |
| 3      | 12     | 13     | 14     | 15     | 16     | 17     | 18     |
| 4      | 19     | 20     | 21     | 22     | 23     | 24     | 25     |
| 5      | 26     | 27     | 28     | 29     | 30     | 31     |        |

| Februar | Februar | Februar | Februar | Februar | Februar | Februar | Februar |
| Kw      | Mo      | Di      | Mi      | Do      | Fr      | Sa      | So      |
| ------- | ------- | ------- | ------- | ------- | ------- | ------- | ------- |
| 5       |         |         |         |         |         |         | 1       |
| 6       | 2       | 3       | 4       | 5       | 6       | 7       | 8       |
| 7       | 9       | 10      | 11      | 12      | 13      | 14      | 15      |
| 8       | 16      | 17      | 18      | 19      | 20      | 21      | 22      |
| 9       | 23      | 24      | 25      | 26      | 27      | 28      |         |

| März | März | März | März | März | März | März | März |
| Kw   | Mo   | Di   | Mi   | Do   | Fr   | Sa   | So   |
| ---- | ---- | ---- | ---- | ---- | ---- | ---- | ---- |
| 9    |      |      |      |      |      |      | 1    |
| 10   | 2    | 3    | 4    | 5    | 6    | 7    | 8    |
| 11   | 9    | 10   | 11   | 12   | 13   | 14   | 15   |
| 12   | 16   | 17   | 18   | 19   | 20   | 21   | 22   |
| 13   | 23   | 24   | 25   | 26   | 27   | 28   | 29   |
| 14   | 30   | 31   |      |      |      |      |      |

| April | April | April | April | April | April | April | April |
| Kw    | Mo    | Di    | Mi    | Do    | Fr    | Sa    | So    |
| ----- | ----- | ----- | ----- | ----- | ----- | ----- | ----- |
| 14    |       |       | 1     | 2     | 3     | 4     | 5     |
| 15    | 6     | 7     | 8     | 9     | 10    | 11    | 12    |
| 16    | 13    | 14    | 15    | 16    | 17    | 18    | 19    |
| 17    | 20    | 21    | 22    | 23    | 24    | 25    | 26    |
| 18    | 27    | 28    | 29    | 30    |       |       |       |

| Mai | Mai | Mai | Mai | Mai | Mai | Mai | Mai |
| Kw  | Mo  | Di  | Mi  | Do  | Fr  | Sa  | So  |
| --- | --- | --- | --- | --- | --- | --- | --- |
| 18  |     |     |     |     | 1   | 2   | 3   |
| 19  | 4   | 5   | 6   | 7   | 8   | 9   | 10  |
| 20  | 11  | 12  | 13  | 14  | 15  | 16  | 17  |
| 21  | 18  | 19  | 20  | 21  | 22  | 23  | 24  |
| 22  | 25  | 26  | 27  | 28  | 29  | 30  | 31  |

| Juni | Juni | Juni | Juni | Juni | Juni | Juni | Juni |
| Kw   | Mo   | Di   | Mi   | Do   | Fr   | Sa   | So   |
| ---- | ---- | ---- | ---- | ---- | ---- | ---- | ---- |
| 23   | 1    | 2    | 3    | 4    | 5    | 6    | 7    |
| 24   | 8    | 9    | 10   | 11   | 12   | 13   | 14   |
| 25   | 15   | 16   | 17   | 18   | 19   | 20   | 21   |
| 26   | 22   | 23   | 24   | 25   | 26   | 27   | 28   |
| 27   | 29   | 30   |      |      |      |      |      |

| Juli | Juli | Juli | Juli | Juli | Juli | Juli | Juli |
| Kw   | Mo   | Di   | Mi   | Do   | Fr   | Sa   | So   |
| ---- | ---- | ---- | ---- | ---- | ---- | ---- | ---- |
| 27   |      |      | 1    | 2    | 3    | 4    | 5    |
| 28   | 6    | 7    | 8    | 9    | 10   | 11   | 12   |
| 29   | 13   | 14   | 15   | 16   | 17   | 18   | 19   |
| 30   | 20   | 21   | 22   | 23   | 24   | 25   | 26   |
| 31   | 27   | 28   | 29   | 30   | 31   |      |      |

| August | August | August | August | August | August | August | August |
| Kw     | Mo     | Di     | Mi     | Do     | Fr     | Sa     | So     |
| ------ | ------ | ------ | ------ | ------ | ------ | ------ | ------ |
| 31     |        |        |        |        |        | 1      | 2      |
| 32     | 3      | 4      | 5      | 6      | 7      | 8      | 9      |
| 33     | 10     | 11     | 12     | 13     | 14     | 15     | 16     |
| 34     | 17     | 18     | 19     | 20     | 21     | 22     | 23     |
| 35     | 24     | 25     | 26     | 27     | 28     | 29     | 30     |
| 36     | 31     |        |        |        |        |        |        |

| September | September | September | September | September | September | September | September |
| Kw        | Mo        | Di        | Mi        | Do        | Fr        | Sa        | So        |
| --------- | --------- | --------- | --------- | --------- | --------- | --------- | --------- |
| 36        |           | 1         | 2         | 3         | 4         | 5         | 6         |
| 37        | 7         | 8         | 9         | 10        | 11        | 12        | 13        |
| 38        | 14        | 15        | 16        | 17        | 18        | 19        | 20        |
| 39        | 21        | 22        | 23        | 24        | 25        | 26        | 27        |
| 40        | 28        | 29        | 30        |           |           |           |           |

| Oktober | Oktober | Oktober | Oktober | Oktober | Oktober | Oktober | Oktober |
| Kw      | Mo      | Di      | Mi      | Do      | Fr      | Sa      | So      |
| ------- | ------- | ------- | ------- | ------- | ------- | ------- | ------- |
| 40      |         |         |         | 1       | 2       | 3       | 4       |
| 41      | 5       | 6       | 7       | 8       | 9       | 10      | 11      |
| 42      | 12      | 13      | 14      | 15      | 16      | 17      | 18      |
| 43      | 19      | 20      | 21      | 22      | 23      | 24      | 25      |
| 44      | 26      | 27      | 28      | 29      | 30      | 31      |         |

| November | November | November | November | November | November | November | November |
| Kw       | Mo       | Di       | Mi       | Do       | Fr       | Sa       | So       |
| -------- | -------- | -------- | -------- | -------- | -------- | -------- | -------- |
| 44       |          |          |          |          |          |          | 1        |
| 45       | 2        | 3        | 4        | 5        | 6        | 7        | 8        |
| 46       | 9        | 10       | 11       | 12       | 13       | 14       | 15       |
| 47       | 16       | 17       | 18       | 19       | 20       | 21       | 22       |
| 48       | 23       | 24       | 25       | 26       | 27       | 28       | 29       |
| 49       | 30       |          |          |          |          |          |          |

| Dezember | Dezember | Dezember | Dezember | Dezember | Dezember | Dezember | Dezember |
| Kw       | Mo       | Di       | Mi       | Do       | Fr       | Sa       | So       |
| -------- | -------- | -------- | -------- | -------- | -------- | -------- | -------- |
| 49       |          | 1        | 2        | 3        | 4        | 5        | 6        |
| 50       | 7        | 8        | 9        | 10       | 11       | 12       | 13       |
| 51       | 14       | 15       | 16       | 17       | 18       | 19       | 20       |
| 52       | 21       | 22       | 23       | 24       | 25       | 26       | 27       |
| 53       | 28       | 29       | 30       | 31       |          |          |          |

| Januar | Januar | Januar | Januar | Januar | Januar | Januar | Januar |
| Kw     | Mo     | Di     | Mi     | Do     | Fr     | Sa     | So     |
| ------ | ------ | ------ | ------ | ------ | ------ | ------ | ------ |
| 1      |        |        |        | 1      | 2      | 3      | 4      |
| 2      | 5      | 6      | 7      | 8      | 9      | 10     | 11     |
| 3      | 12     | 13     | 14     | 15     | 16     | 17     | 18     |
| 4      | 19     | 20     | 21     | 22     | 23     | 24     | 25     |
| 5      | 26     | 27     | 28     | 29     | 30     | 31     |        |

| Februar | Februar | Februar | Februar | Februar | Februar | Februar | Februar |
| Kw      | Mo      | Di      | Mi      | Do      | Fr      | Sa      | So      |
| ------- | ------- | ------- | ------- | ------- | ------- | ------- | ------- |
| 5       |         |         |         |         |         |         | 1       |
| 6       | 2       | 3       | 4       | 5       | 6       | 7       | 8       |
| 7       | 9       | 10      | 11      | 12      | 13      | 14      | 15      |
| 8       | 16      | 17      | 18      | 19      | 20      | 21      | 22      |
| 9       | 23      | 24      | 25      | 26      | 27      | 28      |         |

| März | März | März | März | März | März | März | März |
| Kw   | Mo   | Di   | Mi   | Do   | Fr   | Sa   | So   |
| ---- | ---- | ---- | ---- | ---- | ---- | ---- | ---- |
| 9    |      |      |      |      |      |      | 1    |
| 10   | 2    | 3    | 4    | 5    | 6    | 7    | 8    |
| 11   | 9    | 10   | 11   | 12   | 13   | 14   | 15   |
| 12   | 16   | 17   | 18   | 19   | 20   | 21   | 22   |
| 13   | 23   | 24   | 25   | 26   | 27   | 28   | 29   |
| 14   | 30   | 31   |      |      |      |      |      |

| April | April | April | April | April | April | April | April |
| Kw    | Mo    | Di    | Mi    | Do    | Fr    | Sa    | So    |
| ----- | ----- | ----- | ----- | ----- | ----- | ----- | ----- |
| 14    |       |       | 1     | 2     | 3     | 4     | 5     |
| 15    | 6     | 7     | 8     | 9     | 10    | 11    | 12    |
| 16    | 13    | 14    | 15    | 16    | 17    | 18    | 19    |
| 17    | 20    | 21    | 22    | 23    | 24    | 25    | 26    |
| 18    | 27    | 28    | 29    | 30    |       |       |       |

| Mai | Mai | Mai | Mai | Mai | Mai | Mai | Mai |
| Kw  | Mo  | Di  | Mi  | Do  | Fr  | Sa  | So  |
| --- | --- | --- | --- | --- | --- | --- | --- |
| 18  |     |     |     |     | 1   | 2   | 3   |
| 19  | 4   | 5   | 6   | 7   | 8   | 9   | 10  |
| 20  | 11  | 12  | 13  | 14  | 15  | 16  | 17  |
| 21  | 18  | 19  | 20  | 21  | 22  | 23  | 24  |
| 22  | 25  | 26  | 27  | 28  | 29  | 30  | 31  |

| Juni | Juni | Juni | Juni | Juni | Juni | Juni | Juni |
| Kw   | Mo   | Di   | Mi   | Do   | Fr   | Sa   | So   |
| ---- | ---- | ---- | ---- | ---- | ---- | ---- | ---- |
| 23   | 1    | 2    | 3    | 4    | 5    | 6    | 7    |
| 24   | 8    | 9    | 10   | 11   | 12   | 13   | 14   |
| 25   | 15   | 16   | 17   | 18   | 19   | 20   | 21   |
| 26   | 22   | 23   | 24   | 25   | 26   | 27   | 28   |
| 27   | 29   | 30   |      |      |      |      |      |

| Juli | Juli | Juli | Juli | Juli | Juli | Juli | Juli |
| Kw   | Mo   | Di   | Mi   | Do   | Fr   | Sa   | So   |
| ---- | ---- | ---- | ---- | ---- | ---- | ---- | ---- |
| 27   |      |      | 1    | 2    | 3    | 4    | 5    |
| 28   | 6    | 7    | 8    | 9    | 10   | 11   | 12   |
| 29   | 13   | 14   | 15   | 16   | 17   | 18   | 19   |
| 30   | 20   | 21   | 22   | 23   | 24   | 25   | 26   |
| 31   | 27   | 28   | 29   | 30   | 31   |      |      |

| August | August | August | August | August | August | August | August |
| Kw     | Mo     | Di     | Mi     | Do     | Fr     | Sa     | So     |
| ------ | ------ | ------ | ------ | ------ | ------ | ------ | ------ |
| 31     |        |        |        |        |        | 1      | 2      |
| 32     | 3      | 4      | 5      | 6      | 7      | 8      | 9      |
| 33     | 10     | 11     | 12     | 13     | 14     | 15     | 16     |
| 34     | 17     | 18     | 19     | 20     | 21     | 22     | 23     |
| 35     | 24     | 25     | 26     | 27     | 28     | 29     | 30     |
| 36     | 31     |        |        |        |        |        |        |

| September | September | September | September | September | September | September | September |
| Kw        | Mo        | Di        | Mi        | Do        | Fr        | Sa        | So        |
| --------- | --------- | --------- | --------- | --------- | --------- | --------- | --------- |
| 36        |           | 1         | 2         | 3         | 4         | 5         | 6         |
| 37        | 7         | 8         | 9         | 10        | 11        | 12        | 13        |
| 38        | 14        | 15        | 16        | 17        | 18        | 19        | 20        |
| 39        | 21        | 22        | 23        | 24        | 25        | 26        | 27        |
| 40        | 28        | 29        | 30        |           |           |           |           |

| Oktober | Oktober | Oktober | Oktober | Oktober | Oktober | Oktober | Oktober |
| Kw      | Mo      | Di      | Mi      | Do      | Fr      | Sa      | So      |
| ------- | ------- | ------- | ------- | ------- | ------- | ------- | ------- |
| 40      |         |         |         | 1       | 2       | 3       | 4       |
| 41      | 5       | 6       | 7       | 8       | 9       | 10      | 11      |
| 42      | 12      | 13      | 14      | 15      | 16      | 17      | 18      |
| 43      | 19      | 20      | 21      | 22      | 23      | 24      | 25      |
| 44      | 26      | 27      | 28      | 29      | 30      | 31      |         |

| November | November | November | November | November | November | November | November |
| Kw       | Mo       | Di       | Mi       | Do       | Fr       | Sa       | So       |
| -------- | -------- | -------- | -------- | -------- | -------- | -------- | -------- |
| 44       |          |          |          |          |          |          | 1        |
| 45       | 2        | 3        | 4        | 5        | 6        | 7        | 8        |
| 46       | 9        | 10       | 11       | 12       | 13       | 14       | 15       |
| 47       | 16       | 17       | 18       | 19       | 20       | 21       | 22       |
| 48       | 23       | 24       | 25       | 26       | 27       | 28       | 29       |
| 49       | 30       |          |          |          |          |          |          |

| Dezember | Dezember | Dezember | Dezember | Dezember | Dezember | Dezember | Dezember |
| Kw       | Mo       | Di       | Mi       | Do       | Fr       | Sa       | So       |
| -------- | -------- | -------- | -------- | -------- | -------- | -------- | -------- |
| 49       |          | 1        | 2        | 3        | 4        | 5        | 6        |
| 50       | 7        | 8        | 9        | 10       | 11       | 12       | 13       |
| 51       | 14       | 15       | 16       | 17       | 18       | 19       | 20       |
| 52       | 21       | 22       | 23       | 24       | 25       | 26       | 27       |
| 53       | 28       | 29       | 30       | 31       |          |          |          |

## Ereignisse

### Politik und Weltgeschehen

#### Westeuropa
- 06. Januar: Katholische südliche Provinzen schließen sich zur Union von Arras in den Spanischen Niederlanden zusammen.
- 23. Januar: Die Utrechter Union wird von den sieben Nordprovinzen in den spanischen Niederlanden gegründet. Dies ist die Reaktion auf die Bildung der Union von Arras durch die Südprovinzen, die sich wieder dem katholischen Spanien zugewandt hatten. Der Vertragsschluss ist die Keimzelle für die Republik der Sieben Vereinigten Niederlande.
- Mai: Im Frieden von Arras erkennen die zehn südlichen Provinzen der Niederlande die Herrschaft des katholischen Spanien wieder an.
- Juli: Die zweite Desmond-Rebellion in Irland beginnt, als James FitzMaurice FitzGerald eine Invasion in Munster startet.
- Der Siebte Hugenottenkrieg in Frankreich beginnt. Auch hier gibt es bis zu seinem Ende rund ein Jahr später keine ernsthaften Kampfhandlungen.

#### Ost- und Mitteleuropa
- 12. Juni: Beginn der Eroberung Sibiriens unter dem Kosakenataman Jermak Timofejewitsch, der mit einer bunt zusammengewürfelten Schar von Russen, Tataren, Litauern und Deutschen (insgesamt 1650 Mann) von der Tschussowaja aufbricht und in den folgenden beiden Jahren das westsibirische Reich des Tatarenchans Kütschüm erobert.
- August: Nach der Heeresreform des Jahres 1578 und gezielten Anwerbungen von Söldnern eröffnet der polnische König Stefan Bathory in der Auseinandersetzung um Livland den Gegenangriff unmittelbar gegen nordwestrussisches Territorium. Er erobert im August Polazk.

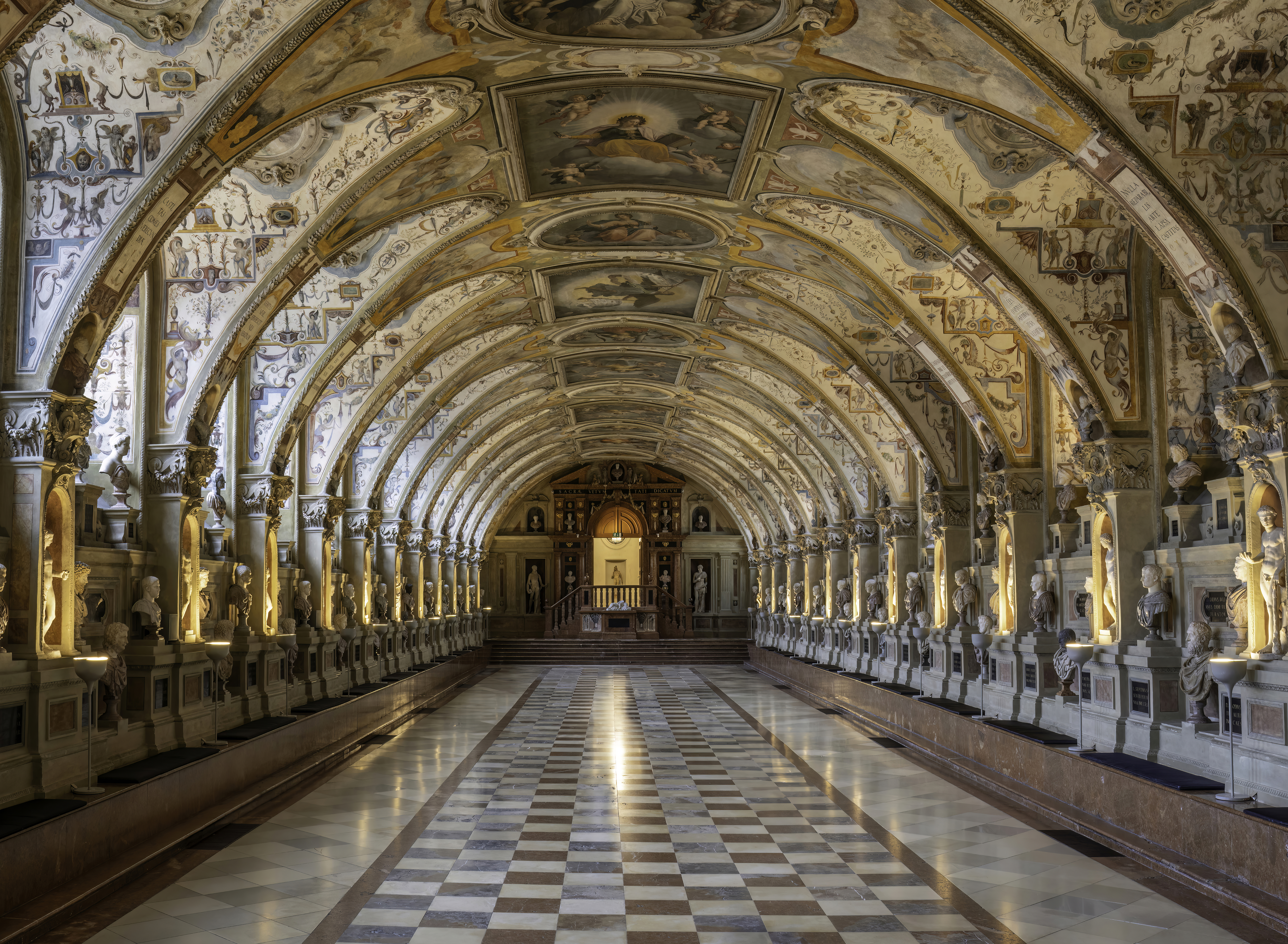
Das Antiquarium in der Münchner Residenz, eines der ältesten Renaissance-Gewölbe Europas

- 24. Oktober: Nach dem Tod von Albrecht V. wird sein Sohn Wilhelm V. Herzog von Bayern und übersiedelt in die Münchner Residenz.
- Erzherzog Karl II. von Innerösterreich gründet als Befehlshaber der kroatisch-slawonischen Mark die kroatische Stadt Karlovac als Festung gegen die Osmanen.

#### Amerika
- Monterrey wird gegründet.

### Wirtschaft
- Die Brauerei Hebendanz in Forchheim wird gegründet.
- Die Brauerei Meusel im oberfränkischen Dreuschendorf wird gegründet.

### Wissenschaft und Technik
- Gründung der Alten Landesschule Korbach

### Kultur und Gesellschaft
- Die Apotheke in Sigmaringen wird erstmals urkundlich erwähnt.

### Religion

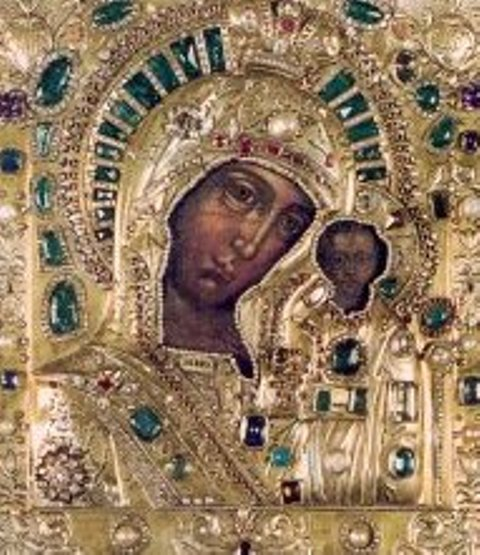
Kasanskaja

- 08. Juli: Eine Marienerscheinung führt in Kasan zum Auffinden der Ikone Gottesmutter von Kasan, die nach einer Legende versteckt wurde, um sie nicht in die Hände der Tataren fallen zu lassen.
- Kardinal-Erzbischof Karl Graf Borromeo gründet in Mailand das Helvetische Kollegium zur Ausbildung katholischer Geistlicher für die Schweiz.
- Kardinal William Allen gründet in Rom das Päpstliche Englische Kolleg zur Ausbildung von Priestern für England und Wales.
- Im Zuge der Reformation wird das Kloster Bloomkamp in den Niederlanden aufgelöst, der Abt verhaftet.

### Sport
- Der Tiroler Berg Serles wird erstmals bestiegen.

## Historische Karten und Ansichten

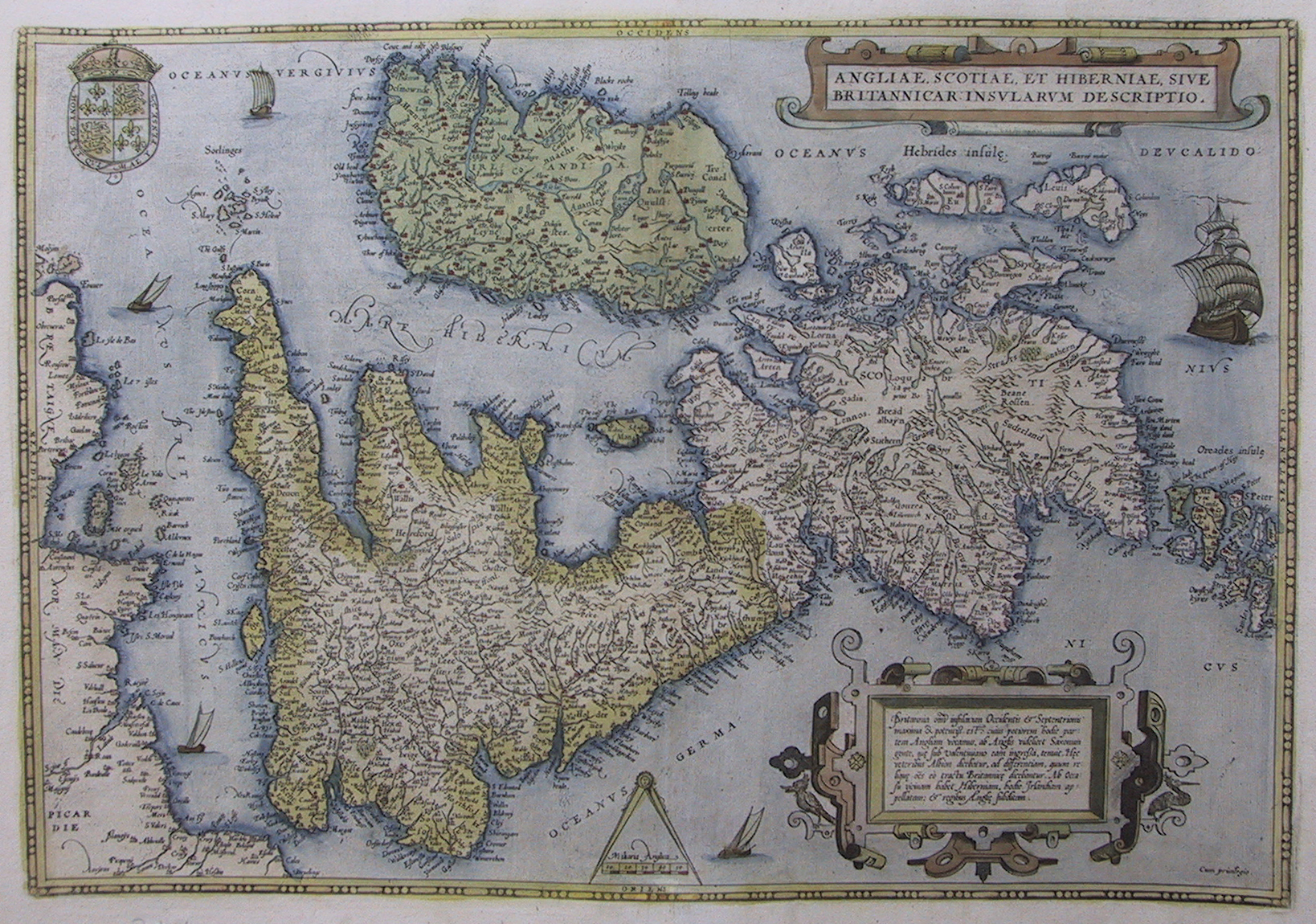
Ortelius: Britische Inseln 1579

## Geboren

### Erstes Halbjahr
- 10. Januar: Manuel Ramírez de Carrión, gilt als einer der ersten „Taubstummen“-Pädagogen († 1652)
- 23. Januar: Marie von Preußen, Markgräfin von Brandenburg-Bayreuth († 1649)
- 24. Januar: Joachim Ulrich von Neuhaus, Burggraf von Karlstein († 1604)
- 01. Februar: Johann Gottfried von Fürstenberg, Domherr und Präsident des kurmainzischen Rates († 1624)
- 28. Februar: Sigismund Weier, deutscher Mathematiker, Bibliothekar und Historiker († 1661)
- 04. März: Hermann Samson, deutsch-baltischer Geistlicher und Pädagoge († 1643)

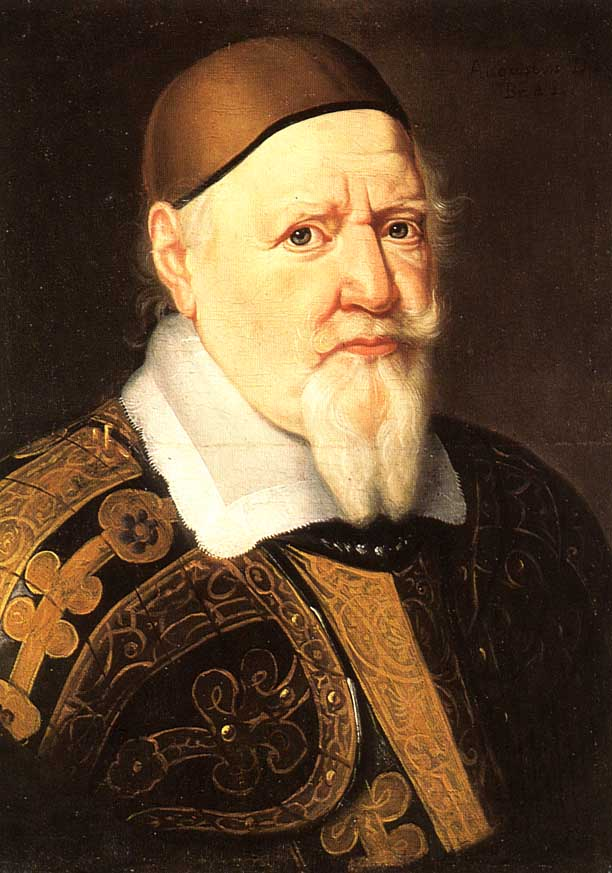
August der Jüngere

- 10. April: August der Jüngere, Herzog zu Braunschweig-Lüneburg, Fürst von Braunschweig-Wolfenbüttel († 1666)
- 10. April: Sebastian Schobinger, Schweizer Mediziner und Bürgermeister († 1652)
- 12. April: François de Bassompierre, französischer Höfling, Diplomat und Marschall von Frankreich († 1646)
- 03. Juni: Jens Munk, dänisch-norwegischer Seefahrer und Entdecker († 1628)
- 11. Juni: Jan Cornelisz Geelvinck, Amsterdamer Großhändler und Regent († 1651)
- 17. Juni: Ludwig I., Fürst von Anhalt-Köthen († 1650)

### Zweites Halbjahr
- 02. Juli: Janusz Radziwiłł, litauischer Magnat und Rebell († 1620)
- 13. Juli: Arthur Dee, englischer Arzt und Alchemist († 1651)
- 30. Juli: Tokugawa Hidetada, japanischer Shogun († 1632)
- 06.  August: Claus Daa, dänischer Admiral und Staatsmann († 1641)
- 18. August: Charlotte Flandrina von Oranien-Nassau, niederländische Prinzessin, Äbtissin von Sainte-Croix († 1640)
- 20. August: Hans Iversen Wandal, dänischer lutherischer Theologe und Bischof († 1641)
- 21. August: Henri II. de Rohan, französischer Hugenottenführer und Feldherr im Dreißigjährigen Krieg († 1638)
- 01. September: Johann Friedrich von Schleswig-Holstein-Gottorf, Erzbischof von Bremen, Fürstbischof von Lübeck und Bischof von Verden († 1634)
- 29. September: Georg Anton von Rodenstein, Bischof von Worms († 1652)
- 04. Oktober: Guido Bentivoglio, italienischer Kardinal, Historiker und Politiker († 1644)
- 11. November: Frans Snyders, flämischer Maler († 1657)
- 16. November: Federico Baldissera Bartolomeo Cornaro, Patriarch von Venedig († 1653)
- 29. November: Elisabeth von Hessen-Darmstadt, Gräfin von Nassau-Weilburg († 1655)
- 03. Dezember: Levin Ludwig von Hahn, Hofbeamter und Soldat († 1635)
- 03. Dezember: Otto von Preen, deutscher Jurist und Hofbeamter († 1634)
- 09. Dezember: Martin de Porres, peruanischer Heiliger, Dominikaner († 1639)
- 28. Dezember: Helwig Garth, deutscher lutherischer Theologe († 1619)
- 000Dezember: John Fletcher, englischer Dramatiker († 1625)

### Genaues Geburtsdatum unbekannt
- Dominicus Arumaeus, deutscher Rechtsgelehrter († 1637)
- Johann Avenarius II., deutscher Rechtswissenschaftler († 1631)
- Catherine Henriette de Balzac d’Entragues, französische Adelige, Mätresse des französischen Königs Heinrich IV. († 1633)
- Wolf Heinrich von Baudissin, kursächsischer General im Dreißigjährigen Krieg († 1646)
- Marie von Preußen, Markgräfin von Brandenburg-Bayreuth († 1649)
- Konstantinas Sirvydas, litauischer Autor und Lexikograph († 1631)
- Hermann Wachmann, Ratsherr und Bürgermeister in Bremen († 1658)

## Gestorben

### Erstes Halbjahr
- 09. Januar: Hans Franz Nägeli, Schultheiss von Bern (* um 1497)
- 05. Februar: Helena von Pfalz-Simmern, Gräfin von Hanau-Münzenberg (* 1532)
- 12. Februar: Laurentius Petri Gothus, schwedischer lutherischer Theologe und Erzbischof von Uppsala (* 1529/30)
- 16. Februar: Gonzalo Jiménez de Quesada, spanischer Konquistador und Gründer von Bogotá (* 1509)
- 20. Februar: Nicholas Bacon, englischer Anwalt, Richter und Lordkanzler (* 1510)
- 05. März: Jakob Lersner, deutscher Rechtswissenschaftler, Gesandter und Hochschullehrer (* 1504)
- 26. März: Christoph von Lamberg, Bischof von Seckau
- 28. März: Juan Fernández de Navarrete, spanischer Maler (* 1526)
- 24. April: Volkwin Weigel, deutscher Mathematiker (* um 1516)
- 25. April: John Stewart, 4. Earl of Atholl, schottischer Adeliger (* 1533/42)
- 06. Mai: François de Montmorency, Herzog von Montmorency, Gouverneur von Paris und Marschall von Frankreich (* 1530)
- 24. Mai: Paul Crell, deutscher lutherischer Theologe (* 1531)
- 24. Mai: Christoph Tode, Lübecker Bürgermeister (* 1515)
- 16. Juni: Johannes Hartung, deutscher Gräzist und Hebraist (* 1505)
- 18. Juni: Gilles de Berlaymont, niederländischer Offizier in spanischen Diensten (* um 1540)

### Zweites Halbjahr
- 15. Juli: Simão Rodrigues, portugiesischer Jesuit (* um 1510)
- 02. August: Joseph Nasi, jüdischer Diplomat und Bankier, letzter Herzog des Herzogtums Archipelagos auf Naxos (* 1524)
- 05. August: Stanislaus Hosius, deutsch-polnischer Theologe (* 1504)
- 11. August: Caspar Vischer, deutscher Architekt (* vermutlich 1510)
- 23. August: Francisco Pacheco de Toledo, spanischer Kardinal, Erzbischof und Diplomat (* 1508)
- 09. Oktober: Johann III. von Blankenfelde, Berliner Bürgermeister (* 1507)
- 12. Oktober: Sokollu Mehmed Pascha, osmanischer Befehlshaber und Großwesir (* um 1505)
- 20. Oktober: Franziskus Joel, ungarischer Pharmakologe und Mediziner (* 1508)

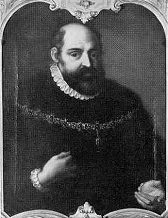
Albrecht V.

- 24. Oktober: Albrecht V., Herzog von Bayern (* 1528)
- 24. Oktober: Andreas I. Imhoff, Nürnberger Patrizier, Kaufmann, Bankier und Politiker (* 1491)
- 04. November: Wenzel III. Adam, Herzog von Teschen (* 1524)
- 07. November: Gáspár Bekes, ungarisch-siebenbürgischer Magnat und Thronprätendent des Fürstentums Siebenbürgen (* 1520)
- 15. November: Franz Davidis, unitarischer Theologe und Reformator in Siebenbürgen (* 1510)
- 21. November: Thomas Gresham, Mitbesitzer des größten englischen Handelshauses seiner Epoche (* 1519)
- 10. Dezember: Paulus Hector Mair, Ratsdiener in Augsburg (* 1517)

### Genaues Todesdatum unbekannt
- Pedro de Ávila y Zúñiga, spanischer Botschafter in England (* 1489)
- Surkhar Lodrö Gyelpo, tibetischer Mediziner (* 1509)
- Voravongse I., König von Lan Xang
- He Xinyin, chinesischer neokonfuzianischer Philosoph (* 1517)